# 4447 Kirov
4447 Kirov (1985 VE1) là một tiểu hành tinh vành đai chính được phát hiện ngày 7 tháng 11 năm 1985 bởi Ted Bowell ở Flagstaff.